# Alpheus Starkey Williams
Pour les articles homonymes, voir Williams.
Alpheus Starkey Williams (né le 20 septembre 1810 à Deep River dans le comté de Middlesex, État du Connecticut, et décédé le 21 décembre 1878 à Washington (district de Columbia)) est un major général de l'Union. Il est enterré à Détroit, État du Michigan.

## Avant la guerre
Alpheus Starkey Williams est diplômé de l'Université de Yale en 1831 où il a fait ses études de droit. Il s'installe à Détroit dans l'État du Michigan en 1836.
Il est nommé lieutenant-colonel du 1st Michigan Infantry le 8 décembre 1847 et participe à la guerre américano-mexicaine. Il quitte le service actif le 29 juillet 1848.

## Guerre de Sécession

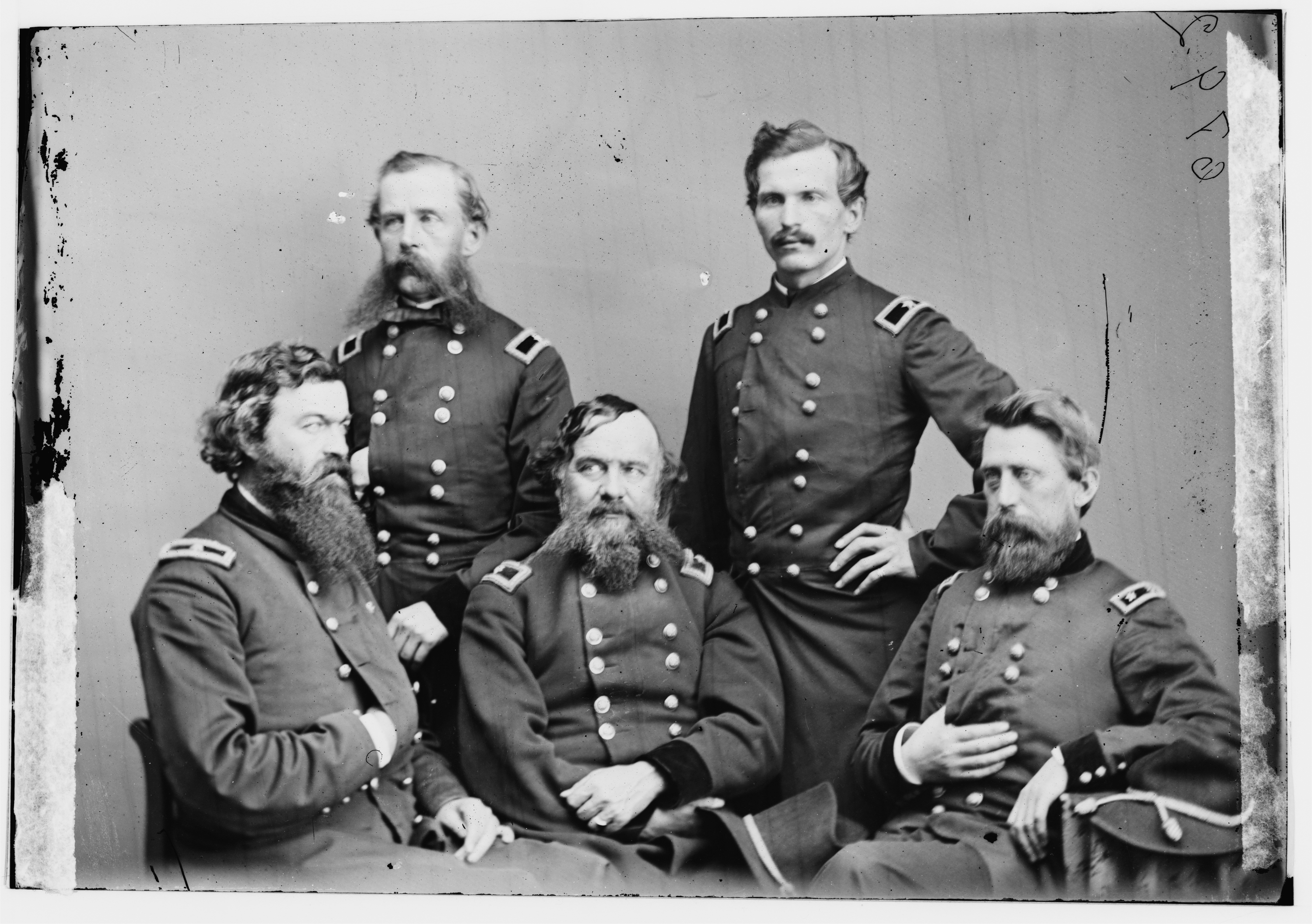
Photographie de Alpheus Starkey Williams et des volontaires du Michigan (1860 ~ 1870)

Au début du conflit, Alpheus Starkey Williams est nommé brigadier général des volontaires du Michigan le 24 avril 1861 puis le 17 mai 1861 brigadier général des U.S. Volontaires.
Il sert alors dans la vallée de la Sheandoah et à Cedar Moutain. Il participe aux batailles de Fredericksburg, de Chancellorsville et de Gettysburg.
Fin 1863, il participe à la bataille de Chattanooga et à la marche de Sherman vers la mer. Puis, il commande des troupes en Arkansas. Il est breveté major général le 12 janvier 1865.

## Après la guerre
Alpheus Starkey Williams quitte le service actif le 15 janvier 1866. Il est alors nommé ambassadeur au San Salvador de 1866 à 1869.
Il est élu, puis réélu, au Congrès en 1874 où il meurt d'une attaque le 21 décembre 1878,.
Une statue lui rend hommage à Détroit.
Ses lettres écrites lors de la guerre de Sécession ont été publiées en 1959.